# Fast Food Nation (libro)
Fast Food Nation: The Dark Side of the All-American Meal (2001) es un libro del periodista de investigación Eric Schlosser que examina la influencia local y global de la industria de comida rápida estadounidense. Serializado al principio por Rolling Stone en 1999.